# Sabrina Carpenter
Sabrina AnnLynn Carpenter (Lehigh Valley, Pennsilvània, 11 de maig de 1999) és una cantant, compositora, productora i actriu estatunidenca. És coneguda per les seves interpretacions de Chloe Goodwin a The Goodwin Games i de Maya Hart a sèrie de Disney Channel Girl Meets World. Després de signar amb Hollywood Records, va presentar el seu EP de debut, Can not Blame a Girl for Trying, el 2014, i des de llavors ha publicat cinc àlbums d'estudi: Eyes Wide Open (2015), Evolution (2016), Singular: Act I (2018), Singular: Act II (2019) i Emails i can't send (2022).
En una entrevista al programa Disney Insider, Carpenter va citar Christina Aguilera i Adele com les seves influències musicals. És neboda de l'actriu Nancy Cartwright, coneguda per prestar la seva veu a Bart Simpson i altres personatges d'Els Simpson.

## Vida personal
Entre el 2014 i el 2015, va sortir amb l'actor Bradley Steven Perry, que treballava a Disney alhora que ella. El març del 2024, es va fer públic que tenia una relació amorosa amb Barry Keoghan des de feia mesos. Tots dos van adquirir una llar de 4.4 milions de dòlars a Hollywood Hills, Los Angeles, al maig d'aquell any. A desembre de 2024, es confirma que la parella s'havia trencat.
Entre Perry i Keoghan hi ha hagut rumors que l'associaven romànticament amb Griffin Gluck, Joshua Bassett, Dylan O'Brien o Shawn Mendes, però no s'ha confirmat cap d'aquestes suposades relacions amb la cantant.

## Discografia
Àlbums d'estudi
- 2015: Eyes Wide Open
- 2016: Evolution
- 2018: Singular Act I
- 2019: Singular Act II
- 2022: emails i can't send
- 2024: Short n' Sweet

## Gires

### Promocionals
- Evolution Tour (2016-2017)
- The De-Tour (2017)
- Japan Tour (2018)
- Singular Tour (2019)
- emails i can't send world tour (2023)
- Short n' Sweet Tour (2024-2025)

### Festivals (diversos artistes)
- Jingle Ball Tour 2016 (2016)
- Jingle Ball Tour 2017 (2017)[11]
- Jingle Ball Tour 2018 (2018)[12]

### Telonera
- Ariana Grande - Dangerous Woman Tour (2017)
- The Vamps - UK Arena Tour (2017)
- Taylor Swift - The Eras Tour (2023)

## Filmografia
| Any  | Títol                            | Personatge     |
| ---- | -------------------------------- | -------------- |
| 2012 | Noobz                            | Brittney       |
| 2013 | Horns                            | Jove Merrin    |
| 2018 | The Hate U Give                  | Hailey         |
| 2019 | The Short History of a Long Road | Nola Frankel   |
| 2019 | Tall Girl                        | Harper         |
| 2020 | Work It                          | Quinn Ackerman |
| 2020 | Clouds                           | Sammy Brown    |

| Any          | Títol                                       | Personatge                | Notes                                        |
| ------------ | ------------------------------------------- | ------------------------- | -------------------------------------------- |
| 2011         | Law &amp; Order: Special Victims Unit       | Paula                     | Episodi: "Possessed"                         |
| 2012         | Phineas and Ferb                            | Sissi                     | Veu; episodis: "What a Croc!", "Ferb TV"     |
| 2012         | Gulliver Quinn                              | Iris                      | Telefilm                                     |
| 2012         | The Unprofessional                          | Harper                    | Telefilm                                     |
| 2013-2014    | Sofia the First                             | Princesa Vivian           | Veu; paper recurrent; 6 episodis             |
| 2013         | The Goodwin Games                           | Chloe Goodwin (jove)      | Paper recurrent; 5 episodis                  |
| 2013         | Orange Is The New Black                     | Jessica Wedge             | Episodi: "Fucksgiving"                       |
| 2013         | Austin & Ally                               | Lucy                      | Episodi: "Moon Week &amp; Mentors"           |
| 2014-2017    | Girl Meets World                            | Maya Hart                 | Paper principal                              |
| 2015         | Radio Disney Family Holiday                 | Ella mateixa / Amfitriona | Amfitriona                                   |
| 2016         | Wander Over Yonder                          | Melodie                   | Veu; episodi: "The Legend"                   |
| 2016         | Walk the Prank                              | Ella mateixa              | Episodi: "Adventures in Babysitting"         |
| 2016         | Adventures in Babysitting                   | Jenny                     | Pel·lícula original de Disney Channel        |
| 2016-present | Milo Murphy's Law                           | Melissa Chase             | Veu; rol principal                           |
| 2017         | Soy Luna                                    | Ella mateixa              | Estrella convidada; 2 episodis (temporada 2) |
| 2017         | The Tonight Show Starring Jimmy Fallon      | Ella mateixa              | Convidada especial                           |
| 2017         | The Late Late Show with James Corden        | Ella mateixa              | Convidada especial                           |
| 2018         | So Close                                    | Jessica                   | Episodi: "Pilot" (programa cancel·lat)       |
| 2018         | Mickey and the Roadster Racers              | Nina Glitter              | Veu; 1 episodi                               |
| 2018         | Jimmy Kimmel Live!                          | Ella mateixa              | Convidada especial                           |
| 2018         | The Late Late Show with James Corden        | Ella mateixa              | Convidada especial                           |
| 2020         | Punk'd                                      | Ella mateixa              | Episodi: "Rat Trap with Sabrina Carpenter"   |
| 2020         | The Disney Family Singalong: Volume II      | Ella mateixa              | Especial de televisió                        |
| 2020         | Royalties                                   | Bailey Rouge              | 2 episodis                                   |
| 2024         | A Nonsesne Christmas with Sabrina Carpenter | Ella mateixa              | Especial musical, nadalenc i còmic deNetflix |

Websèrie
| Any  | Títol                            | Personatge   | Notes               |
| ---- | -------------------------------- | ------------ | ------------------- |
| 2018 | James Corden's Next James Corden | Ella mateixa | Publicat a Snapchat |

| Any  | Títol             | Personatge | Notes                                          |
| ---- | ----------------- | ---------- | ---------------------------------------------- |
| 2011 | Just Dance Kids 2 | Entrenador | Cançó: "I'ma Gummy Bear (The Gummy Bear Song)" |